# Baccha strandi
Baccha strandi är en tvåvingeart som beskrevs av Oswald Duda 1940. Baccha strandi ingår i släktet nålblomflugor, och familjen blomflugor.
Artens utbredningsområde är Frankrike. Inga underarter finns listade i Catalogue of Life.